# Лотоцький Михайло Львович
Миха́йло Льво́вич Лото́цький (14 листопада 1885, Ценів — 8 травня 1978, Філадельфія) — український громадський діяч, журналіст. Син Льва Лотоцького, брат Антона та Володимира- Богдана Лотоцьких.

## Життєпис
Михайло Лотоцький народився в 1885 році в Ценеві поблизу Бережан на Галичині, нині Козівської селищної громади, Тернопільського району в сім'ї педагога і письменника Лева Лотоцького (1850 —1926).
Під час навчання в Бережанській гімназії був членом таємного гуртка «Молода Україна». Середню освіту завершив у Рогатині, а вищу здобув у Львові.
З 1909 року, упродовж 30 років, працював у львівській газеті «Діло» до закриття її радянською владою у 1939 році.
Після радянсько-німецької війни 1941—1945 років емігрував на Захід. З 1948 року переїхав з родиною до США, де оселився у Філадельфії. Відтоді та до самої смерті працював кореспондентом газети «Свобода», працюючи переважно під псевдонімами. Вважався одним з найвидатніших та найплідніших кореспондентів «Свободи», здобув славу завдяки своїм оригінальним та базованим на джерелах статтях.
Брав активну участь у діяльності Союзу українців-католиків «Провидіння», в 1972 році був заступником голови Контрольної комісії СУК
Помер 8 травня 1978 у Філадельфії. Його остання стаття «Совєтська молодь про себе» була надіслана ним до «Свободи» напередодні смерті та вийшла друком в одному числі з його некрологом. Похований на українському католицькому цвинтарі у Факс Чейсі.

## Родина
Був одружений з Наталією із Содоморів (померла в 1964 році). Мав сина Володимира, дочок Ольгу та Стефанію (у шлюбі Кушнір) та трьох онуків.
Мав братів: Антона (1881—1949) — учасника визвольних змагань, дитячого письменника, учителя та видавця; та Володимира (1883—1958) — громадського діяча, журналіста.